# Kristina Klebe
Kristina Klebe (ur. 18 czerwca 1979 w Nowym Jorku) – amerykańska aktorka filmowa i telewizyjna.

## Życiorys
Jest córką producenta Joerga Klebe. W dzieciństwie nauczyła się mówić w aż trzech językach: niemieckim, włoskim i francuskim. Jej pasją była jazda konna, pierwsze lekcje pobierała w wieku sześciu lat. Od dziecka marzyła również, aby zostać aktorką. Gdy była nastolatką, rozpoczęła karierę na off-broadwayu. Wystąpiła w wielu sztukach, m.in. Romeo i Julia oraz Annie. Pomogły jej w tym świetne warunki wokalne. Przez cztery lata pracowała również jako DJ w radiu.
Pierwszą ważną rolę zagrała w filmie LGBT Spike’a Lee Ona mnie nienawidzi (She Hate Me, 2004). Wystąpiła jako Lynda Van Der Klok w slasherze Roba Zombie Halloween (2007).